# Körösszakál
Körösszakál è un comune dell'Ungheria di 914 abitanti (dati 2001). È situato nella contea di Hajdú-Bihar.